# Факарава
Факарава (фр. Fakarava) или атолл Витгенштейна — атолл в архипелаге Туамоту (Французская Полинезия).

## География
Имеет форму прямоугольника, длина которого составляет около 60 км, а ширина — 25 км. Второй по площади после Рангироа атолл Туамоту. Длина лагуны — около 56 км, ширина — 20 км. Площадь острова — 16 км².

## История
Факарава был открыт русским путешественником Фаддеем Фаддеевичем Беллинсгаузеном в 1820 году и назван островом Витгенштейна (в честь одноименного героя 1812 года). Первая католическая церковь на Факарава появилась в 1850 году. В конце XIX века на атолле располагались многие административные учреждения Туамоту.

## Административное деление
Атоллы Факарава, Аратика, Кауэхи, Ниау, Рарака, Таиаро и Тоау образуют коммуну Факарава, которая входит в состав административного подразделения Туамоту-Гамбье.
| Остров или риф   | Площадь суши, км² | Площадь лагуны, км² | Население, чел. (2007) | Административный центр |
| ---------------- | ----------------- | ------------------- | ---------------------- | ---------------------- |
| Факарава         | 16                | 1 153               | 855                    | Ротоава                |
| Аратика          | 8,3               | 145                 | —                      | Папарара               |
| Кауэхи           | 15                | 320                 | 552                    | Теараверо              |
| Ниау             | 20                | 33                  | 171                    | Тупуна                 |
| Рарака           | 7,2               | 342                 | —                      | Мотутапу               |
| Таиаро           | 6                 | 12                  | —                      | Пагание                |
| Тоау             | 12                | 561                 | —                      | Марагаи                |
| Коммуна Факарава | 84,5              | 2566                | 1578                   | Ротоава                |

## Население
Главное поселение — Ротоава (Rotoava), где проживает основная часть населения атолла.
В 2007 году численность населения острова составляла 855 человек.

## Экономика
Основные занятия местных жителей — производство копры, вылов жемчуга. Развивается туризм.